# Arctic Sunrise
L'Arctic Sunrise è una nave di Greenpeace entrata in servizio nel giugno 1996.

## Descrizione
L'ironia della sorte vuole che, prima di essere acquistata da Greenpeace, questa nave fosse utilizzata per la caccia alle foche. Greenpeace si oppose al rompighiaccio anche quando questo consegnò, per conto del governo francese, materiale per la costruzione di una pista di atterraggio in una zona dell'Antartico abitata da una numerosissima popolazione di pinguini. Tuttavia, avvalendosi di una società di copertura (la Arctic Sunrise Ventures Ltda.), Greenpeace acquistò l'imbarcazione nel 1995.

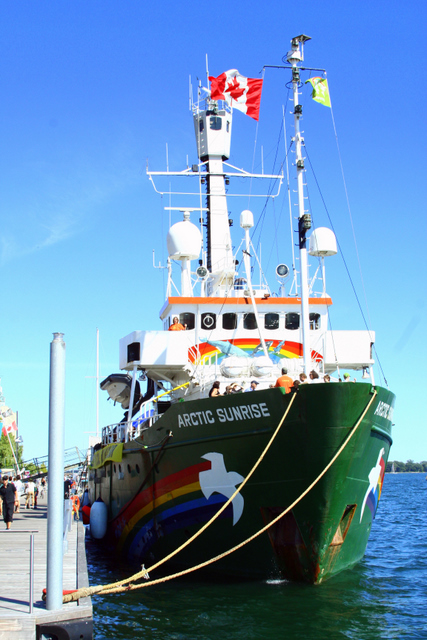
Vista frontale della Artic Sunrise.

Dal suo varo Arctic Sunrise diede il via ad una campagna sulle installazioni petrolifere nel Mar del Nord. Successivamente prende parte ad una campagna in difesa del Mediterraneo. Nel 1997 è la prima nave a circumnavigare l'isola di James Ross nell'Antartide, impresa precedentemente impossibile a causa dello spessore del ghiaccio che la collegava alla terraferma, questo ad evidenziare l'effetto dei cambiamenti climatici. Nei Mari del Sud era contro la caccia definita pirata ai merluzzi antartici e, nel 1999, è stata investita dalla baleniera giapponese Nisshin Maru, fortunatamente senza feriti.